# Kent Olsson (orienterare)
Kent Olsson, född 1958, är en svensk orienterare. Hans moderklubb var OK Dacke, Rödeby. Olsson representerar sedan 1981 OK Orion, Jämjö. 
Olsson blev världsmästare individuellt 1987 i Gérardmer, Frankrike. Han har varit VM-silvermedaljör tre gånger, 1989 och dubbla silver 1991 (kort och klassisk distans). Mellan 1982 och 1993 blev han svensk mästare fem gånger, senast i Sundsvall 1993. Han valdes till Årets orienterare av Sveriges orienteringsjournalister 1982, 1986 och 1987.